# Naarda tandoana
Naarda tandoana là một loài bướm đêm trong họ Noctuidae.